# 奇治·莎士比亞
奇治·莎士比亞（Craig Shakespeare，1963年10月26日—2024年8月1日）是英國退役職業足球運動員和教練。前英格蘭超級足球聯賽球隊李斯特城領隊。

## 生平
莎士比亞生於伯明翰，球員時代司職中場，他在華素爾開始了職業生涯，為華素爾打了350多場。短暫效力錫周三後，他在西布朗和甘士比打了超過100場比賽。莎士比亞掛靴後，先後在西布朗、李斯特城、侯城工作。2006年曾任西布朗看守領隊。2017年2月，李斯特城解僱了雲尼亞里後，由助教莎士比亞出任看守領隊。莎士比亞首場領軍的賽事即以3-1擊敗利物浦。之後李斯特城在他領軍下取得聯賽五連勝及在歐聯擊敗西維爾晉級八強賽。2017年6月，李斯特城正式委任莎士比亞為領隊。
2017/18年賽季，李斯特城英超開季8戰1勝3和，排在尾三。2017年10月17日，莎士比亞被李斯特城解僱。
2017年12月，加入愛華頓領隊艾拿戴斯的教練團。